# Astro Warrior
Astro Warrior (アストロウォリアー) est un jeu vidéo du type shoot 'em up développé et édité par Sega sur Master System en 1986. Le jeu est par la suite réédité en 1986 dans deux compilations sur cette même console, l'une avec Hang-On (Hang-On and Astro Warrior) et l'autre avec Pit Pot (Astro Warrior and Pit Pot). En 1996, Tec Toy réédite le jeu au Brésil, sous une licence et un titre différent, Sapo Xulé: SOS Lagoa Poluída. Le jeu sort également au Portugal.